# 張岳崧
張岳崧（1773年—1842年），字子駿，一字翰山（一作澥山），又號指山，海南臨高人，祖籍福建莆田。

## 生平
乾隆三十八年（1773年）出生於海南省临高县新化乡遵宪都罗万村（今美台乡罗万村）。后随父迁至海南省定安縣永豐鄉高林村，早年在瓊臺書院求學，嘉慶十四年（1809年）進士，为海南历史上唯一的探花。
張岳崧歷官湖北布政使，護理巡撫。道光二十一年（1812年）與明谊编修《琼州府志》。與丘濬、海瑞、王佐並稱為“海南四大才子”。